# Trabant P50 et P60
Les Trabant P50  et P60  sont deux automobiles produites entre 1958 et 1965 par le constructeur est-allemand AWZ. 
Pratiquement identiques à l’extérieur, ces deux modèles se distinguent notamment par leur moteur : 499 cm3 de 18 ch pour la P50 (1957-1962) et 594 cm3 de 23 ch pour la P60 (1962-1965).

## Histoire

### La P50: une petite voiture dans l’air du temps
La genèse de la P50 commence en 1954. À cette époque, il s’agit de proposer une remplaçante à la vieillissante IFA F8, dont les lignes datent de 1939. Mais sa mise au point nécessite plusieurs années de travail, et les autorités lui préfèrent la Zwickau P70 étudiée conjointement et dont la production en série pourra se faire plus rapidement. 
Après le lancement de la P70 en 1955, les ingénieurs de l’usine AWZ se penchent à nouveau sur le projet P50.
Comme la Zwickau, la P50 reçoit une carrosserie en Duroplast, un moteur bicylindre deux-temps, une boîte de vitesses à quatre rapports commandée par un levier au tableau de bord et complétée par un système de roue libre.
Au chapitre des nouveautés, on note le châssis et la structure en acier et non plus en bois, ainsi que le moteur 499 cm3 de 18 ch monté transversalement en porte-à-faux avant et refroidi par air. La direction est à crémaillère et le freinage hydraulique sur les quatre roues.
Plus moderne que la P70, y compris sur le plan esthétique, la P50 (appelée aussi Trabant 500) tient honorablement la comparaison avec les productions des constructeurs de l’Ouest, parmi lesquelles la Renault 4CV, la Fiat 600, la Citroën 2CV, la Glas Goggomobil ou encore la Lloyd LP400.
Fin 1956, AWZ lance un appel dans son journal interne pour trouver un nom à la P50. Un an plus tard, le résultat tombe : ce sera Trabant, qui signifie « satellite » en allemand. On peut par ailleurs faire un parallèle avec le célèbre satellite soviétique Spoutnik, lancé le 4 octobre 1957.
Le 1er mai 1958, une directive ministérielle annonce la fusion en une seule entreprise des anciennes usines Audi (AWZ) et Horch (Sachsenring), appelée VEB Sachsenring Automobilwerk Zwickau. Les ambitions de la nouvelle entité sont plus élevées : il s’agira de produire 50 000 exemplaires par an de la nouvelle Trabant.
La production en série débute le 10 juillet 1958, et la présentation officielle a lieu à la Foire de Leipzig à l’automne. Seuls 1 730 exemplaires sont finalisés cette année-là, les chaînes étant encore majoritairement occupées par la Zwickau P70, qui tire sa révérence en juin 1959.
À la même époque, une version plus luxueuse habillée par une peinture deux tons fait son apparition, suivie en mars 1960 par le break Kombi. Ce dernier sera disponible à partir d’août 1961 dans une version bicolore à toit ouvrant : la Camping.
À partir du 1er janvier 1962, la boîte devient synchronisée et le châssis est allégé. À noter que la puissance du moteur a entre-temps été portée à 20 ch.

### La P60: plus de souffle
Au mois d’octobre 1962, la Trabant P50 s’efface pour faire place au nouveau type P60 (également connu sous le nom de Trabant 600), qui se distingue par une nouvelle découpe des teintes sur les versions bicolores, et surtout par son moteur dont la cylindrée passe à 594 cm3 et la puissance à 23 ch. Il faut désormais 24 secondes pour atteindre 80 km/h (soit un gain de 6 secondes), et la vitesse maximale dépasse enfin les 100 km/h. Pour 1963, le système de freinage est amélioré, et un nouveau volant fait son apparition.
La nouvelle 601 étant imminente, la production de la berline P60 cesse au mois de mai 1964, et celle du break à l’été 1965. Malgré cette courte période de production de la P60, il n’est pourtant pas rare de nos jours de rencontrer ces modèles d'occasion à la vente sur des sites web généralistes de commerce automobile,.

Quelques photos de Trabant P50 et P60
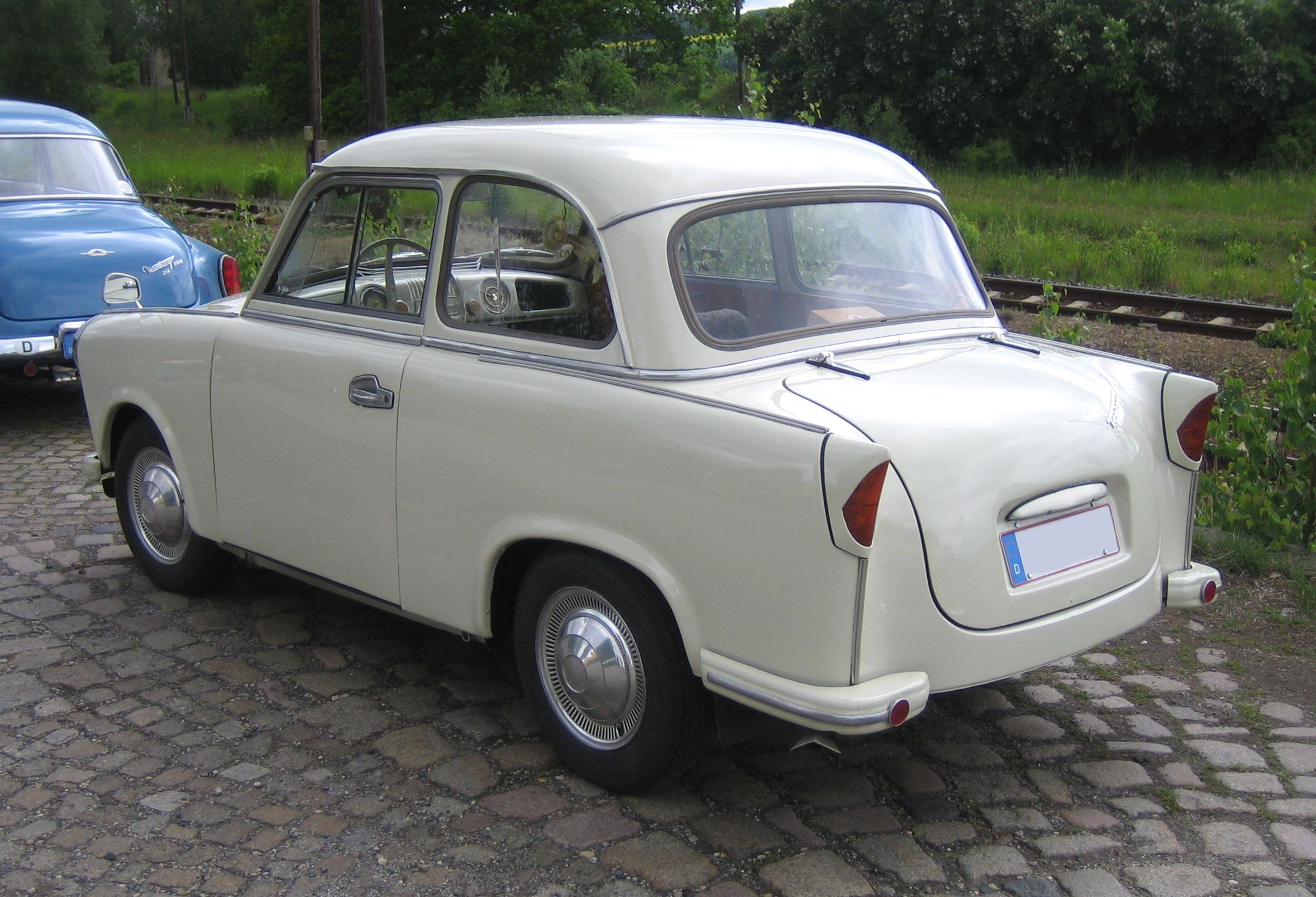
Vue arrière d’une Trabant P50.
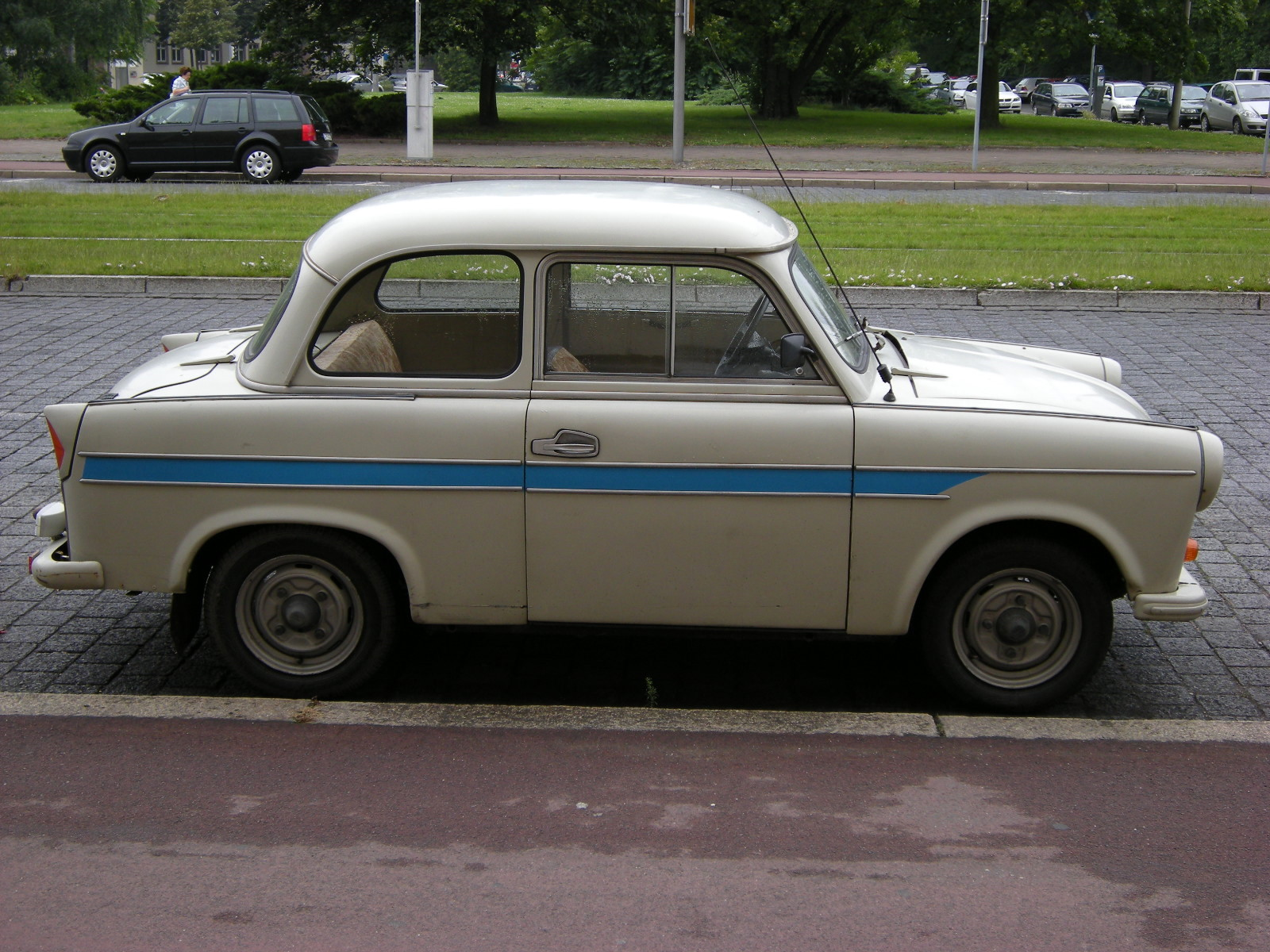
Une Trabant P60.
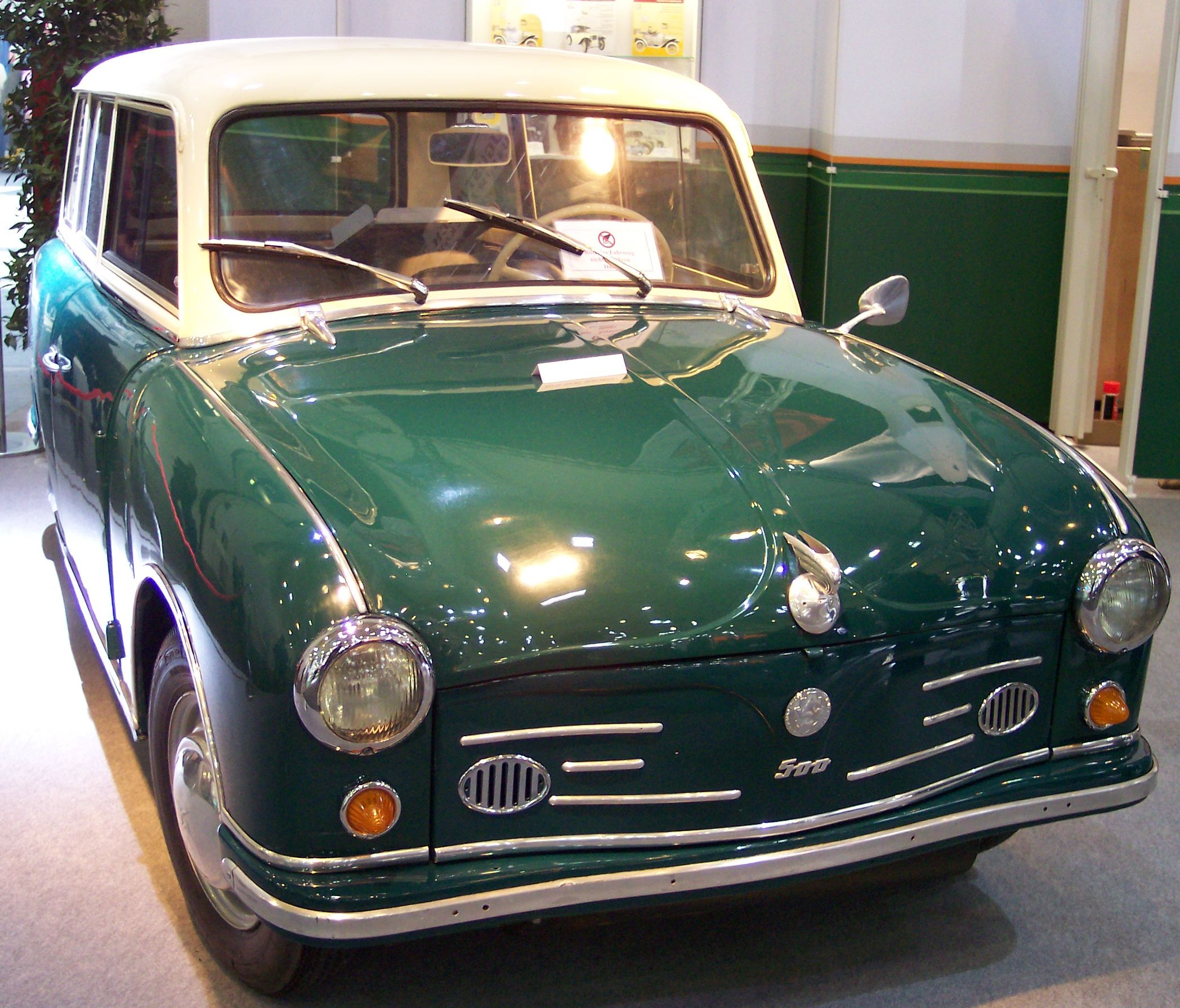
Une P50 Kombi.
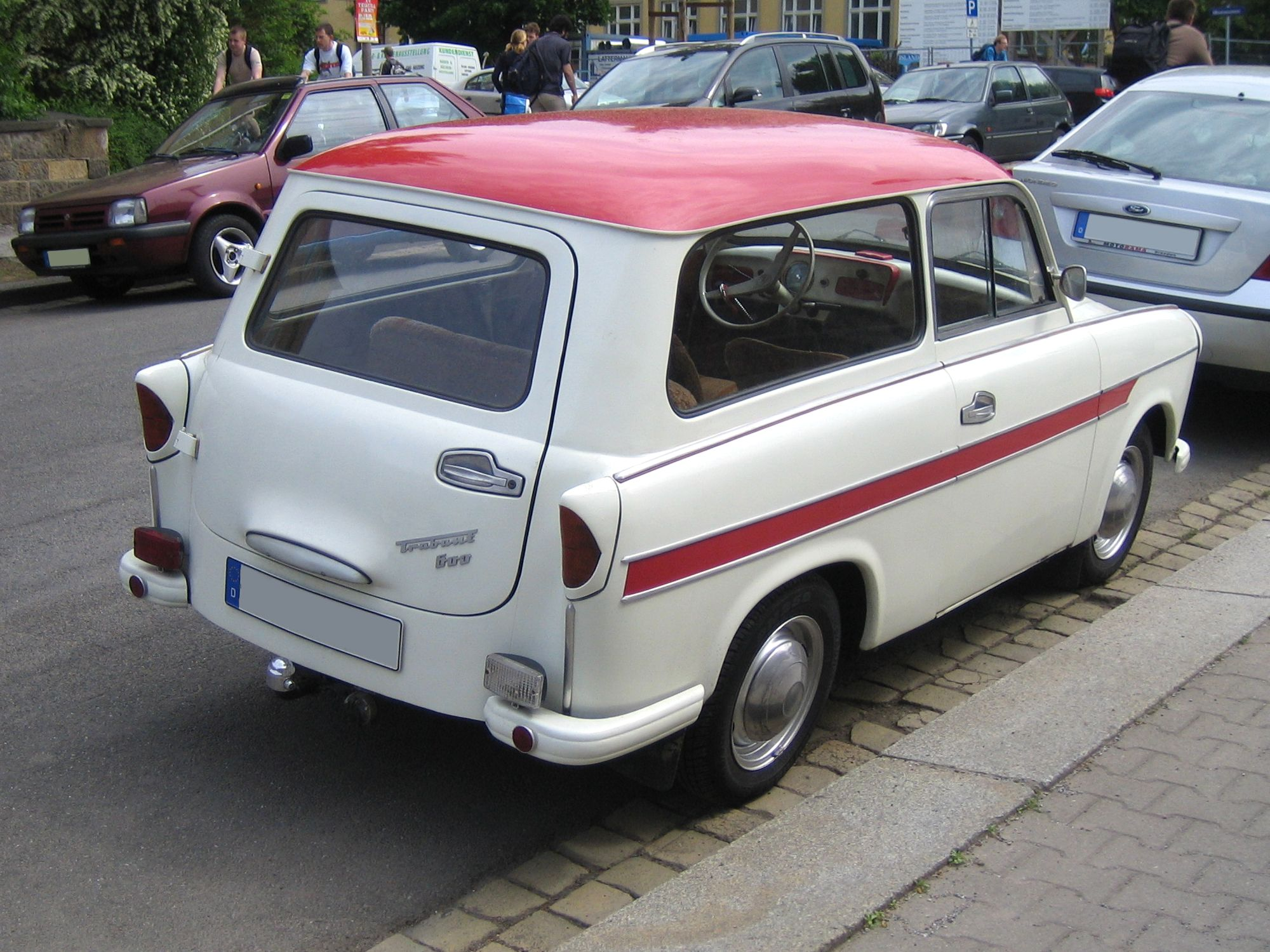
Vue arrière d’une 600 Kombi.
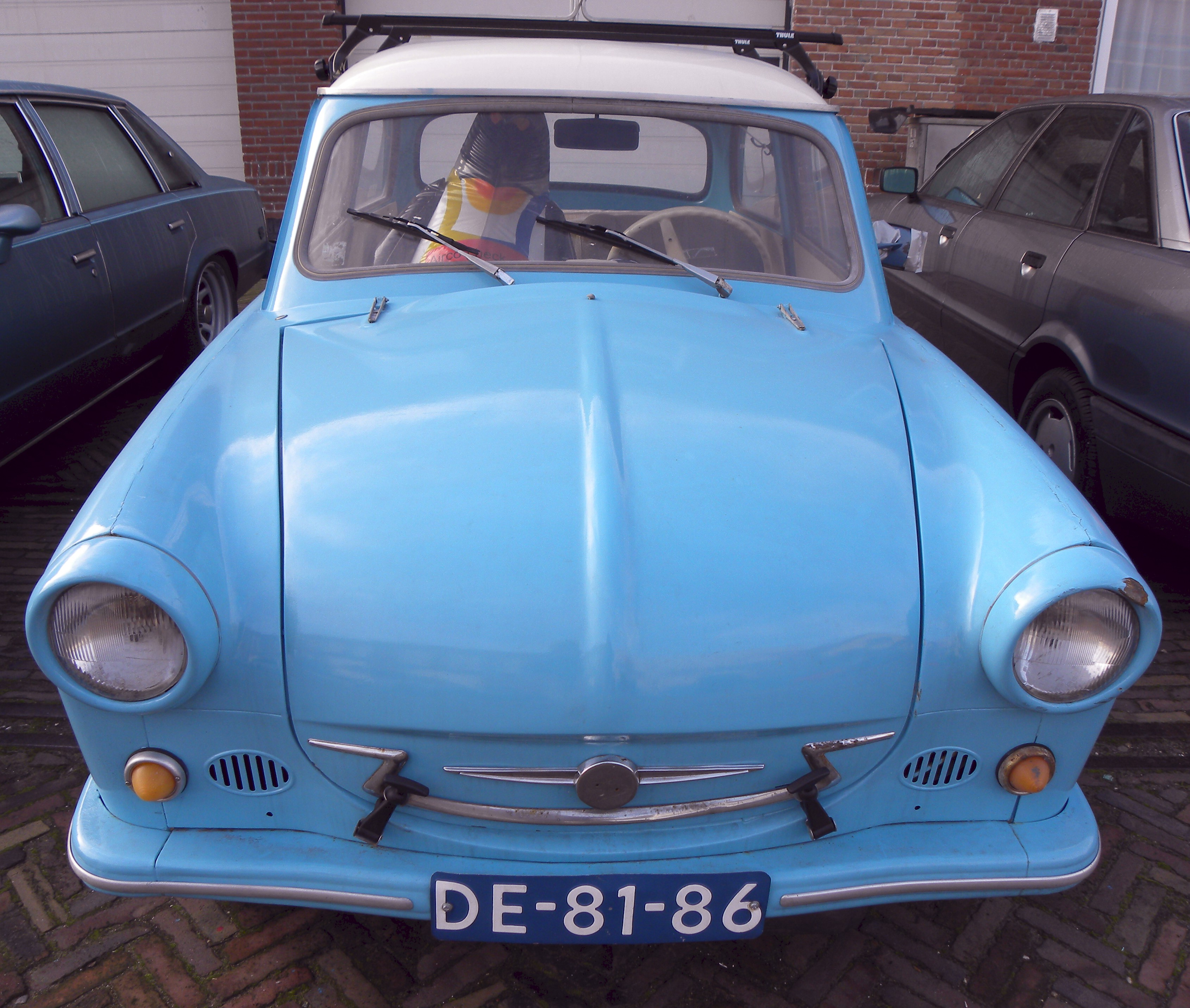
Une berline 600 immatriculée aux Pays-Bas.

### Production
Grâce à l’augmentation des cadences, la production des P50 et P60 a été bien plus importante que celle de la P70.
- P50 : 131 987 exemplaires, dont :
  - 119 787 « Limousines » (1958-1962)
  - 11 648 « Kombis » et fourgonnettes (1960-1962)

- P60 : 106 987 exemplaires, dont : 
  - 70 743 (1962-1964)
  - 36 159 « Kombis » (1962-1965)
  - 85 fourgonnettes (1963-1965)

## Sources et références

### Ouvrages
- Bernard Vermeylen, Voitures des pays de l'Est, E-T-A-I, Boulogne-Billancourt, 2008  (ISBN 9782726888087)